# Bryum macrophyllum
Bryum macrophyllum là một loài Rêu trong họ Bryaceae. Loài này được Cardot & Broth. mô tả khoa học đầu tiên năm 1923.